# Kuwakot (Syangja)
Kuwakot (nepalski: कुवाकोट) – gaun wikas samiti w zachodniej części Nepalu w strefie Gandaki w dystrykcie Syangja. Według nepalskiego spisu powszechnego z 2001 roku liczył on 869 gospodarstw domowych i 4686 mieszkańców (2619 kobiet i 2067 mężczyzn).